# 돌격병

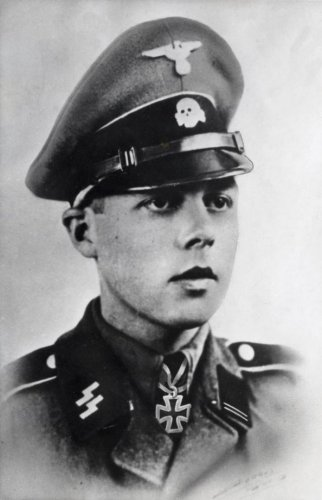
헤라르뒤스 모이만

돌격병(독일어: Sturmmann 슈트룸만[*])은 나치 친위대와 돌격대의 계급이다. 1921년 처음 만들어졌으며, 국방군의 병장 계급에 해당한다.